# Kanton Saugues
Der Kanton Saugues war bis 2015 ein französischer Wahlkreis im Département Haute-Loire und in der Region Auvergne. Er hatte 3660 Einwohner (1. Januar 2012); sein Hauptort war Saugues.

## Zusammensetzung
Der Kanton Saugues umfasste 14 Gemeinden.
| Gemeinde                  | Einwohner Jahr | Fläche km² | Bevölkerungsdichte | Code INSEE | Postleitzahl |
| ------------------------- | -------------- | ---------- | ------------------ | ---------- | ------------ |
| Alleyras                  | 163 (2013)     | –          | – Einw./km²        | 43005      | 43580        |
| Chanaleilles              | 189 (2013)     | –          | – Einw./km²        | 43054      | 43170        |
| Croisances                | 33 (2013)      | –          | – Einw./km²        | 43081      | 43580        |
| Cubelles                  | 144 (2013)     | –          | – Einw./km²        | 43083      | 43170        |
| Esplantas-Vazeilles       | 137 (2013)     | –          | – Einw./km²        | 43090      | 43170        |
| Grèzes                    | 206 (2013)     | –          | – Einw./km²        | 43104      | 43170        |
| Monistrol-d’Allier        | 206 (2013)     | –          | – Einw./km²        | 43136      | 43580        |
| Saint-Christophe-d’Allier | 93 (2013)      | –          | – Einw./km²        | 43173      | 43340        |
| Saint-Préjet-d’Allier     | 160 (2013)     | –          | – Einw./km²        | 43220      | 43580        |
| Saint-Vénérand            | 50 (2013)      | –          | – Einw./km²        | 43225      | 43580        |
| Saugues                   | 1801 (2013)    | –          | – Einw./km²        | 43234      | 43170        |
| Thoras                    | 243 (2013)     | –          | – Einw./km²        | 43245      | 43170        |
| Vazeilles-près-Saugues    | 39 (2013)      | –          | – Einw./km²        | 43255      | 43580        |
| Venteuges                 | 354 (2013)     | –          | – Einw./km²        | 43256      | 43170        |

Zum Kanton Saugues gehörte das links des Allier gelegene Dorf Vabres, seit 1966 Teil der Gemeinde Alleyras. Der rechts des Allier gelegene Teil von Alleyras gehörte zum Kanton Cayres.
Zum 1. Januar 2007 wechselten die Gemeinden des Kantons Saugues vom Arrondissement Le Puy-en-Velay zum Arrondissement Brioude. Vabres verblieb mit Alleyras beim Arrondissement Le Puy-en-Velay.

## Belege
1. ↑   Arrêté no 2006/SGAR/223 modifiant les limites territoriales de l’arrondissement de Brioude: rattachement du canton de Saugues à l’arrondissement de Brioude (Memento vom 5. Dezember 2008 im Internet Archive) (PDF; 51 kB)